# Breath of Fire
Breath of Fire (яп. ブレスオブファイア 竜の戦士 Бурэсу обу файа рю: но сэнси) — первая часть серии японских ролевых игр Breath of Fire, разработанная и выпущенная в 1993 году компанией Capcom для приставки Super Nintendo, а годом позже лицензированная издательской конторой Squaresoft для распространения на территории Северной Америки. В 2001 году игра также была портирована на карманную консоль Game Boy Advance и адаптирована для игроков, проживающих в Европе.
Сюжет «Breath of Fire» описывает годы гражданской войны между кланами Светлого и Тёмного Драконов. Главный герой, юноша из «светлых драконов», после уничтожения «тёмными драконами» родной деревни обнаруживает в себе скрытые силы и отправляется в путешествие, чтобы вернуть похищенную в ходе набега сестру. По прошествии некоторого времени он вступает в погоню за шестью мистическими ключами и пытается не дать клану Тёмного Дракона с их помощью пробудить богиню разрушения.

## Игровой процесс
Геймплей «Breath of Fire» включает в себя четыре базовых аспекта: мировая карта, находящиеся на ней локации (города, подземелья и т. п.), режим битвы и игровое меню. Мир игры представляет собой вымышленную планету, по поверхности которой игрок передвигается посредством мировой карты. За исключением нескольких сражений, продиктованных сюжетом, все враги нападают на отряд управляемых персонажей, когда те ходят на мировой карте или в определённых «агрессивно ориентированных» местах. Во время путешествия один из персонажей является ведущим, а все остальные в линию следуют сзади за ним. Расстановку можно менять по своему усмотрению, и она имеет довольно важное значение, так как каждый из героев обладает определённым уникальным навыком, который может быть применён только в том случае, если этот герой будет находиться впереди отряда. В связи с этим некоторые области мировой карты открываются игроку после присоединения соответствующего персонажа; партия, например, не может пройти через лес, если во главе группы не стоит Бо.
Во время передвижения по мировой карте цветовая палитра экрана меняется в зависимости от времени суток — день и ночь сменяют друг друга через каждую минуту реального времени. Неигровые персонажи при солнечном свете, как правило, находятся снаружи своих домов — гуляют по улицам и занимаются насущными делами, а после наступления темноты большинство из них возвращается в свои жилища и до самого утра отходит ко сну. В некоторых ситуациях, прежде чем войти в город, приходится специально ждать, например, тёмного времени суток, чтобы пробраться внутрь незамеченными.

Передвижение по городу

Игровой процесс предполагает посещение всевозможных городов и подземелий, тамошние обитатели снабжают игрока сопутствующей сюжету информацией, а некоторые являются торговцами — продают и покупают разнообразные предметы и обмундирование. Так как вместимость инвентаря ограничена, некоторые из магазинов обладают ещё и так называемыми «банками», хранилищами, где на время можно оставлять невостребованные предметы и GP (игровая валюта). Кроме безопасных городов на пути будут встречаться и локации, наполненные врагами. Как правило, это просторные замки, витиеватые пещеры и многоуровневые башни. Прохождение таких мест часто сопровождается разгадыванием головоломок и преодолением лабиринтов.
Многие опции доступны для регулирования в игровом меню: там устанавливается группа путешествующих персонажей, используемое ими снаряжение и другие конфигурации игрового процесса. Кроме того, с помощью игрового меню отслеживается текущее количество очков опыта и уровни наличествующих героев.
Немаловажную роль в «Breath of Fire» также играют рыбалка и охота. Если в слоты аксессуаров Рю надеть удочку и приманку, то в определённых местах он сможет ловить рыбу, вытаскивая порой из воды довольно ценные предметы экипировки. На карте мира иногда появляются птицы, дикие кабаны и олени. И если Бо при этом находится во главе отряда, он может стрелять в них из лука. После попадания стрелы зверь превращается в кусок мяса, различные виды которого восстанавливают определённое число очков жизни (HP) и способностей (AP).

### Битва

Битва. Рю и Карн находятся в трансформированной форме

Во время пошаговых сражений игра отображает происходящие события в виде изометрической проекции. Одновременно в бою могут быть задействованы четыре персонажа, однако в процессе их можно менять по своему усмотрению. Фон битвы зависит от того, в какой местности на этот момент герои находятся (пустыня, луг, лес). Если на карте мира спрайты персонажей искусственно уменьшены, то в сражении они имеют нормальные пропорции, свойственные обычным людям.
«Breath of Fire» использует классическую для японских ролевых игр систему развития героев и их поведения во время боя. Персонажи ходят поочерёдно, при этом успешность производимых ходов зависит от их базовых характеристик. За победу персонажи вознаграждаются очками опыта и золотыми монетами. При наборе определённого опыта повышается уровень, а с ним и характеристики. Каждый из участников отряда может атаковать, использовать магию, применять предметы и спасаться бегством. Присутствует возможность переключения партии на автоматическое управление — сражения в этом случае будут протекать без участия игрока.
Информация об очках здоровья и очках способностей располагается в нижней части экрана. Жизненные очки врагов обычно не видны — полоска их здоровья отображается только во время удара по ним. Аналогичная ситуация возникает во время боя с боссами, однако в этом случае полное снижение здоровья врага не приводит к его смерти — у противника открывается «второе дыхание», после чего оставшиеся у него «жизни» никак не возможно проследить.
В начале игры Рю не обладает никакими сверхъестественными способностями, но по ходу прохождения он может обучиться довольно сильным приёмам. Для этого нужно посещать так называемые Усыпальницы Дракона и справляться с испытаниями старого монаха. После разговора со старцем Рю должен покинуть отряд и один на один сразиться с монстром. В случае победы в арсенал доступных навыков добавляется возможность превращаться в разнообразных драконов и атаковать врагов посредством их разрушительной мощи. В ходе исполнения этого приёма спрайт Рю заменяется на спрайт дракона, а защита с атакой резко возрастают. Ещё одним персонажем, обладающим уникальными способностями, является Карн. Он может взаимодействовать с тремя другими героями (Бо, Оксом и Гоби), превращаясь при этом в гораздо более сильное мутировавшее существо.

## Сюжет

### Игровой мир
События «Breath of Fire» происходят в безымянном средневековом мире. Кроме обычных жителей мир населяют всевозможные «кланы» и антропоморфные животные. Ключевое место в сеттинге занимает так называемый Клан Дракона — объединение людей, способных трансформироваться в драконов и передавать этот дар из поколения в поколение. В прологе игры рассказывается история о предшествовавшей настоящему гражданской войне: Когда Клан Драконов находился на пике могущества, появилась богиня желания по имени Мирия (в разных переводах на английский язык её имя звучит как «Тир» и «Мария»). Владея силой исполнения желаний, она посеяла в стане драконов раздор, и клан разделился на два лагеря — Светлых Драконов и Тёмных Драконов — боровшихся за её благосклонность. Мирия же всячески поощряла противостояние драконов, с наслаждением наблюдая за ходом войны. И когда мир оказался на грани полного уничтожения, из светлых драконов явился герой и положил войне конец, сразившись с богиней и запечатав её с помощью шести магических ключей. Эти «ключи богини» были рассеяны по всему миру и сокрыты от глаз.
Важную роль в концепции мира также играет монархический Клан Крыла, в котором состоят люди похожие на ангелов. Когда жители этого клана достигают половозрелого возраста, они приобретают способность превращаться в птиц. Сразу после начала «войны богини» Клан Крыла решил абстрагироваться от противостояния и переселился в далёкие неприступные горы, поэтому проходящий на протяжении многих лет опустошительный конфликт их процветающее королевство не затронул.
Манилло — раса прямоходящих рыб, способных дышать и под водой, и на суше. Их родной город Прима находится на дне океана и является главным торговым центром мира. Бо́льшая часть представителей манилло занимается купечеством и банковским делом, распространяя свою коммерческую деятельность на всех территориях, прилегающих к океану.

### История
По прошествии некоторого времени тёмные драконы продолжили преследование своих давних врагов, светлых драконов, и загнали их в изолированную от всего мира маленькую деревню. Без ведома тёмных драконов светлые давным-давно запечатали свои сверхъестественные силы, поэтому не могли оказать агрессорам достойного сопротивления и вынуждены были всё время отступать. Главный протагонист по имени Рю мирно и счастливо проживал в деревне выживших светлых драконов. В раннем детстве он осиротел и воспитывался сестрой Сарой, жрицей, способной вызывать могущественную магию. Однажды юноше приснился сон, в котором величественный дракон предупредил о надвигающейся на мир опасности, Рю проснулся и обнаружил деревню охваченной огнём. Сара использовала свои силы, чтобы защитить брата и остальных сельчан от расправы тёмных драконов, но сама оказалась захваченной в плен.
Столь неожиданное нападение было вызвано желанием короля тёмных драконов, Зога, повелевать всем миром. Он вознамерился высвободить богиню Мирию из заточения, и для этой цели ему нужны шесть легендарных ключей. Узнав об этом, Рю решает отправиться в путешествие, чтобы не позволить Зогу заполучить все ключи и предотвратить весьма вероятное уничтожение мира.

### Персонажи

Восемь главных героев «Breath of Fire»

Всего в «Breath of Fire» представлены восемь постоянных игровых героев:
- Рю — член клана светлых драконов, вставший на путь противостояния тёмным драконам после похищения родной сестры.
- Нина — принцесса королевства Винлан, присоединившаяся к Рю после того, как тот спас от гибели её отца.
- Бо — волкообразный охотник, имеющий общих с главным героем врагов.
- Карн — искусный вор, способный вскрыть любой замок и обезвредить любую ловушку.
- Гоби — представитель расы манилло, изгнанный из клана за то, что не был достаточно жадным.
- Окс — кузнец, жители деревни которого вынуждены заниматься производством секретного оружия[9].
- Блеу — бессмертная ведьма, наполовину являющаяся змеёй (по сути ламия).
- Могу — человек-крот, из-за действия сильного заклинания оказавшийся пойманным в собственном ночном кошмаре[10].

Всех главных героев объединяет недовольство действиями тёмных драконов и, в частности, их повелителя Зога. Кроме короля Зога, другими антагонистами выступают лейтенант Джейд, в самом начале игры похитивший сестру Рю, и четыре его демонических прихвостня, которые по отдельности будут вставать на пути отряда: Корт — сумасшедший учёный; Керл — мстительная волшебница; Моут — колдун, способный проникать в человеческие сновидения; и Года — закованный в доспехи великан.

## История создания

### Локализация в Северной Америке
Издание северо-американской версии «Breath of Fire» стало плодом сотрудничества компаний Capcom и Squaresoft. С самого начала Capcom не собиралась проводить локализацию игры, в которой содержится так много «скучного» для западных игроков текста. К тому же, на дворе был 1994 год, и уже активно велась работа над созданием сиквела «Breath of Fire II». Поэтому права на локализацию были отданы компании Squaresoft, которая на тот момент обладала бо́льшим опытом в отношении перевода японских ролевых игр на английский язык. «Breath of Fire» была выпущена вместо «Final Fantasy V», которая из-за этого не была портирована для американских игровых приставок вплоть до 1999 года.
Первоначально переводом игры на английский занимался Тед Вулси. По сравнению с японским оригиналом английский сценарий был существенно упрощён, из-за чего игра подверглась жесточайшей критике со стороны её почитателей. Кроме того, по технической необходимости были изменены имена некоторых героев, каждое имя должно было состоять из четырёх символов, поэтому персонаж Гилиам, например, превратился в Бо. Названия предметов инвентаря, в свою очередь, были ограничены пятью символами, поэтому очень часто встречаются довольно непонятные сокращения типа LtKey, F.Stn и WtrJr.
Также в английской локализации был немного изменён внешний вид Карна — его кожа стала белой, а волосы коричневыми. Впоследствии это изменение будет присутствовать и в переиздании игры для Game Boy Advance.

## Переиздание

Обложка «Breath of Fire» для Game Boy Advance

В 2001 году силами компании Capcom «Breath of Fire» была портирована на карманную консоль Game Boy Advance фирмы Nintendo. 6 июля релиз состоялся в Японии, 13 декабря — в Северной Америке, 14 декабря — в Европе. Новая версия включала вырезанные ранее сцены, обновлённые портреты персонажей и возможность регулирования сложности игрового процесса. Иконки меню, отображавшиеся во время сражений, были заменены текстовыми надписями и оформлены примерно так же, как и в «Breath of Fire II». Кроме того, добавился режим «быстрого бега», активирующийся во время нажатия кнопки «B». Необычным образом была решена проблема ограниченности инвентаря — игроки получили возможность обмениваться предметами посредством соединения приставок кабелем. Переиздание продавалось достаточно успешно, на момент 24 декабря 2001 года популярный японский игровой журнал Famitsu зафиксировал 63 407 проданных в Японии копий.

## Отзывы и критика
| Сводный рейтинг    | Сводный рейтинг | Сводный рейтинг |
| Издание            | Оценка          | Оценка          |
| Издание            | GBA             | SNES            |
| ------------------ | --------------- | --------------- |
| GameRankings       | 75,94 %         | 70 %            |
| Metacritic         | 79 %            |                 |
| Иноязычные издания |                 |                 |
| Издание            | Оценка          | Оценка          |
| Издание            | GBA             | SNES            |
| EGM                | 7,5 / 10        | 40 / 50         |
| GameFan            |                 | 274 / 300       |
| Game Informer      | 8 / 10          | 9 / 10          |
| GamePro            | 4 / 5           | 3 / 5           |
| GameSpot           | 7,7 / 10        |                 |
| GameSpy            |                 | 8 / 10          |
| IGN                | 7,6 / 10        |                 |
| Nintendo Power     | 4 / 5           | 3,65 / 5        |
| Play (UK)          | 8 / 10          |                 |
| Electronic Games   |                 | A+              |

После издания игра получила сдержанные, большей частью положительные отзывы. Журналы Gamepro и Nintendo Power поставили «Breath of Fire» четыре балла из пяти возможных. На 78 % игра была одобрена критиками Game Rankings и на 79 % обозревателями Metacritic. Многие критиковали излишнюю линейность сюжета и недостаточное количество сторонних заданий, из-за чего совершенно отпадает желание проходить игру повторно. Интернет-порталы GameSpot и IGN отметили размытость изображения в переиздании для Game Boy Advance, а также низкое качество звукового сопровождения. В 2006 году Nintendo Power поставил Breath of Fire на 161 место среди всех когда-либо существовавших игр.

## Пасхальные яйца
В игре содержится «пасхальное яйцо». В городе под названием Блик в одном из домов мальчик-иллюзионист за 100 золотых монет предлагает исполнить фокус. Если дважды ответить ему отрицательно, а потом один раз положительно, то на экране появится Чунь Ли, героиня известного файтинга «Street Fighter» от компании Capcom.